# Österreichischer Reiseverband
Der Österreichische ReiseVerband (ÖRV) - gegründet 1961 - ist ein Interessensverband österreichischer Reisebüros und Reiseveranstalter. Er ist als Verein (ZVR: 175435758) organisiert.

## Tätigkeit
Der Österreichische ReiseVerband ist die unabhängige und neutrale Interessenvertretung der bedeutenden österreichischen Reisebüros und Reiseveranstalter sowie von Unternehmen aus allen Bereichen des Tourismus. Er ist die Plattform für den gemeinsamen Gedankenaustausch der Mitglieder und die Erarbeitung zukunftsorientierter Branchenlösungen. Als unabhängiger Verband pflegt der ÖRV direkte Kontakte zu den zuständigen politischen Stellen sowie zu allen Leistungsträgern im Tourismus und engagiert sich auf dem Gebiet des nachhaltigen Tourismus. Der ÖRV fungiert auch als Ansprechpartner für internationale Verbände und die Europagremien in Brüssel.

### Struktur
☢

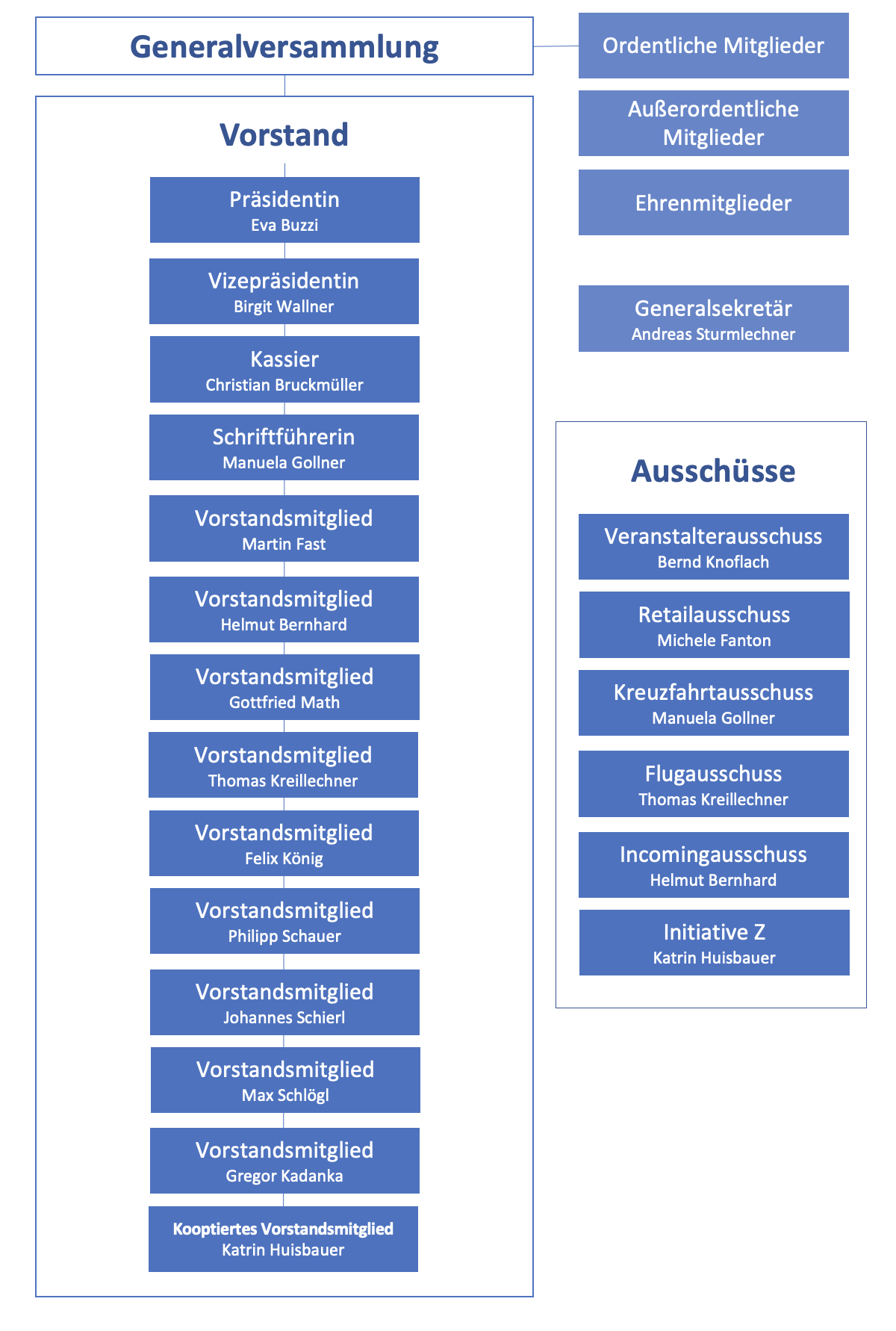
Generalversammlung, Vorstand und Ausschüsse im ÖRV

Generalsekretär ist Andreas Sturmlechner

## Mitglieder
Nach eigenen Angaben hat der ÖRV 468 Reisebüro-Filialen und 96 Institutionen und Unternehmen aus allen Bereichen des Tourismus als Mitglieder. Dabei sollen rund 80 Prozent der Gesamtumsätze aller österreichischen Reisebüros und Veranstalter von Mitgliedsunternehmen des ÖRV erwirtschaftet sein.
Ordentliche Mitglieder: Reiseunternehmen mit Gewerbeberechtigung in Österreich, die organmäßig oder durch einen schriftlich bevollmächtigen Vertreter vertreten werden.
Außerordentliche Mitglieder: Touristische Dienstleister, natürlich oder juristische Personen sowie Vereinigungen, die durch ihre Tätigkeit mit dem Tourismus verbunden sind, deren Mitgliedschaft im Interesse des Verbandes liegt und die die Aufgaben des Verbandes ideell und finanziell unterstützen.
Ehrenmitglieder: Personen, die sich um den Verband oder um die Förderung des Reisebürogewerbes außerordentliche Verdienste erworben haben.

## Offenlegung von bezahltem Schreiben
Der Autor dieses Beitrags zum Österreichischen ReiseVerband ist in der Funktion des Generalsekretärs für diesen Verband tätig. Meine Beiträge in diesem Artikel werden in Übereinstimmung mit den Nutzungsbedingungen der Wikipedia offengelegt.